# سیگمد
سیگمد (SIGMOD) گروه مورد علاقه ویژه انجمن ماشین‌های محاسباتی در مدیریت‌داده است که به مسائل مدیریت داده‌ها و پایگاه‌های داده در مقیاس بزرگ تخصص دارد.
کنفرانس سالانه ای سی ام سیگمد (ACM SIGMOD) که در سال ۱۹۷۵ آغاز شد، یکی از مهم‌ترین کنفرانس‌ها در این زمینه محسوب می‌شود. در حالی که به‌طور سنتی این کنفرانس همیشه در آمریکای شمالی برگزار می‌شد، در سال ۲۰۰۴ در پاریس، در سال ۲۰۰۷ در پکن، در سال ۲۰۱۱ در آتن و در سال ۲۰۱۵ در ملبورن برگزار شد. میزان پذیرش کنفرانس، به‌طور میانگین از سال ۱۹۹۶ تا ۲۰۱۲، ۱۸٪ بود و در سال ۲۰۱۲ این میزان ۱۷٪ بود.
سیگمد همچنین با مشارکت سیگ اکت SIGACT و سیگ آرت SIGART، از کنفرانس سالانه ACM در اصول سیستم‌های پایگاه داده (PODS) در مورد جنبه‌های نظری سیستم‌های پایگاه داده حمایت می‌کند. پادس(PODS) در سال ۱۹۸۲ آغاز شد و از سال ۱۹۹۱ به‌طور مشترک با کنفرانس سیگمد برگزار می‌شود.
هر ساله، این گروه جوایز متعددی را به مشارکت در زمینه مدیریت داده اعطا می‌کند. مهمترین آنها جایزه نوآوری سیگمد ادگار اف کاد (به نام دانشمند کامپیوتر ادگار کاد Edgar F. Codd) است که به «مشارکت‌های نوآورانه و بسیار مهم و با ارزش پایدار در توسعه، درک یا استفاده از سیستم‌های پایگاه داده» اعطا می‌شود. علاوه بر این، سیگمد جایزه بهترین مقاله را جهت شناسایی مقاله با بالاترین کیفیت در هر کنفرانس، و جایزه پایان‌نامه جیم گری را به بهترین پایان‌نامه دکترا در مدیریت داده ارائه می‌کند.

## محل برگزاری کنفرانس‌های سیگمد
| سال  | محل                                                                      | ارتباط دادن |
| ---- | ------------------------------------------------------------------------ | ----------- |
| ۲۰۲۲ | فیلادلفیا                                                                |             |
| ۲۰۱۹ | آمستردام                                                                 |             |
| ۲۰۱۸ | هیوستون                                                                  | صفحه        |
| ۲۰۱۷ | شیکاگو (قبلا برای رالی برنامه‌ریزی شده بود اما در اعتراض به HB2 حرکت کرد) |             |
| ۲۰۱۶ | سانفرانسیسکو                                                             |             |
| ۲۰۱۵ | ملبورن                                                                   |             |
| ۲۰۱۴ | مرغ برفی                                                                 |             |
| ۲۰۱۳ | نیویورک                                                                  |             |
| ۲۰۱۲ | اسکاتسدیل                                                                |             |
| ۲۰۱۱ | آتن                                                                      |             |
| ۲۰۱۰ | ایندیاناپولیس                                                            |             |
| ۲۰۰۹ | مشیت                                                                     |             |
| ۲۰۰۸ | ونکوور                                                                   |             |
| ۲۰۰۷ | پکن                                                                      |             |
| ۲۰۰۶ | شیکاگو                                                                   |             |
| ۲۰۰۵ | بالتیمور                                                                 |             |
| ۲۰۰۴ | پاریس                                                                    |             |
| ۲۰۰۳ | سن دیگو                                                                  |             |
| ۲۰۰۲ | مدیسون                                                                   |             |
| ۲۰۰۱ | سانتا باربارا                                                            |             |
| ۲۰۰۰ | دالاس                                                                    |             |
| ۱۹۹۹ | فیلادلفیا                                                                |             |
| ۱۹۹۸ | سیاتل                                                                    |             |
| ۱۹۹۷ | توسان                                                                    |             |
| ۱۹۹۶ | مونترال                                                                  |             |
| ۱۹۹۵ | سن خوزه                                                                  |             |
| ۱۹۹۴ | مینیاپولیس                                                               |             |
| ۱۹۹۳ | ایالت واشینگتن                                                           |             |
| ۱۹۹۲ | سن دیگو                                                                  |             |
| ۱۹۹۱ | دنور                                                                     |             |
| ۱۹۹۰ | شهر آتلانتیک                                                             |             |
| ۱۹۸۹ | پورتلند                                                                  |             |
| ۱۹۸۸ | شیکاگو                                                                   |             |
| ۱۹۸۷ | سانفرانسیسکو                                                             |             |
| ۱۹۸۶ | ایالت واشینگتن                                                           |             |
| ۱۹۸۵ | آستین                                                                    |             |
| ۱۹۸۴ | بوستون                                                                   |             |
| ۱۹۸۳ | سن خوزه، کالیفرنیا                                                       |             |
| ۱۹۸۲ | اورلاندو، فلوریدا                                                        |             |
| ۱۹۸۱ | آن آربر                                                                  |             |
| ۱۹۸۰ | سانتا مونیکا                                                             |             |
| ۱۹۷۹ | بوستون                                                                   |             |
| ۱۹۷۸ | آستین                                                                    |             |
| ۱۹۷۷ | تورنتو                                                                   |             |
| ۱۹۷۶ | ایالت واشینگتن                                                           |             |
| ۱۹۷۵ | سن خوزه                                                                  |             |